# Exxen
Die Exxen Dijital Yayıncılık A.Ş. ist ein türkisches Streamingportal des Medienkonzerns Acun Medya, das sich mit Streaming-Media-Produkten beschäftigt. Es wurde am 1. Januar 2021 gegründet. Exxen produziert seine eigenen Inhalte und besitzt verschiedene Streaming-Rechte für ausländische Produktionen und Sportsendungen.

## Geschichte
Exxen wurde 2017 in der Türkei gegründet. Der Streaming-Dienst wurde erstmals am 24. September 2020 vom Acun Ilıcalı über seinen Instagram-Account angekündigt. Der Name der Plattform wurde von Ali Taran vorgeschlagen, einem türkischen Marketingleiter, der zuvor Partnerschaften mit Ilıcalı in verschiedenen Shows hatte. In der Anfangsphase hatte das Unternehmen rund 1.500 Mitarbeiter. Die am 1. Januar 2021 gestartete Plattform erreichte innerhalb von drei Tagen 500.000 Nutzer.
Im Juni 2021 gab Exxen bekannt, dass sie die Streaming-Rechte von UEFA Champions League und UEFA Europa League für drei aufeinanderfolgende Saisons erworben haben, beginnend mit 2020–21.

## Beschreibung
Das Monatsabo beträgt 19,90 TL mit Werbung. Für 29,90 TL pro Monat ist der Zugriff werbefrei. Außerdem gibt es ein Paket, wo man zusätzlich auf die UEFA-Spiele zugreifen kann. Mit Werbung kostet es 59,80 TL und werbefrei beträgt es 69,80 TL pro Monat.